# Polymixis intermedia
Polymixis intermedia là một loài bướm đêm trong họ Noctuidae.